# Les Règles secrètes du mariage
Les Règles secrètes du mariage (Love Rules!) est un téléfilm américain réalisé par Steven Robman, diffusé le 6 juin 2004 sur ABC Family.

## Fiche technique
- Titre original : Love Rules!
- Réalisation : Steven Robman (en)
- Scénario : Alan Marc Levy
- Société de production : WildRice Productions
- Pays : États-Unis
- Durée : 86 minutes

## Distribution
- Joseph Lawrence (VF : Sébastien Desjours)  : Michael Warner
- Maggie Lawson (VF : Karine Foviau) : Kelly
- Adam MacDonald (VF : Axel Kiener) : Brian
- Elisa Moolecherry (VF : Chantal Macé) : Anne
- Marilu Henner : Carole
- Philip Akin : le prêtre
- Raven Dauda : Marissa
- Sergio Di Zio : Kevin
- Mike Forler : Tim
- Anna Silk : Lynn Hopp